# Acadèmia Tastavins Sant Humbert
L'Acadèmia Tastavins Sant Humbert és una entitat fundada el 1964 i amb seu a Vilafranca del Penedès.
Té com a finalitats la difusió del coneixement dels bons vins i la màxima propagació de la múltiple i variada gamma dels vins penedesencs. Això ho fa mitjançant els seus capítols i de manifestacions artístiques, culturals, literàries i socials. És composta per 19 acadèmics fundadors, i compta amb més de 500 socis honorífics o de mèrit i és regida per una junta i un president. Publica un butlletí especialitzat en temes de viticultura.